# Relativ höjdskillnad
Relativ höjdskillnad anger skillnaden i fråga om höjd över havet mellan två geografiska objekt, till exempel två sjöar, ett berg och en sjö eller ett berg och en dalgång. 

## Skillnad mellan relativ höjdskillnad och primärfaktor
Beträffande berg är relativ höjdskillnad ett vidare begrepp än primärfaktor och det är ofta mer praktiskt användbart. Följande exempel visar på detta:
Fjället Akkas högsta topp når 2015 m ö.h. Intill berget ligger sjön Akkajaure med en yta belägen ca. 420 m ö.h. Vattenståndet varierar kraftigt i denna sjö. Den relativa höjdskillnaden blir då närmare 1600 meter. För att bestämma bergets primärfaktor behöver man hitta den lägsta punkten mellan Akkas stortopp och Sarektjåkkos nordtopp. Ibland är skillnaden mellan primärfaktor och relativ höjdskillnad mycket stor.
Berget Tuolpagorni stupar brant mot dalgången Ladtjovagge i söder. Den relativa hödskillnaden är omkring 900 meter. Primärfaktorn är mindre än 200 meter vilket är skillnaden mellan Tuolpagorni och lägsta punkten mellan detta och Vierramvare.